# Hà Nha
Hà Nha là một xã thuộc thành phố Đà Nẵng, Việt Nam.

## Địa lý
Xã Hà Nha có vị trí địa lý:
- Phía đông giáp xã Đại Quang
- Phía bắc giáp huyện Đông Giang
- Phía tây giáp xã Đại Lãnh
- Phía nam giáp sông Vu Gia.

Xã Hà Nha có diện tích 42,49 km², dân số năm 2019 là 10.348 người, mật độ dân số đạt 244 người/km².

## Hành chính
Xã Hà Nha được chia thành 7 thôn: Phước Định, Hà Thanh, Vĩnh Phước, Hà Nha, Lam Phụng, Bàng Tân, Lâm Tây.

## Văn hóa - du lịch
- Xã Đại Đồng có trường cấp III Chu Văn An thuộc thôn Hà Thanh.
- Di tích Động Hà Sống (thôn Vĩnh Phước)
- Chùa Cổ Lâm (thôn Hà Nha) được công nhận là di tích lịch sử cấp tỉnh theo Quyết định số: 134/QĐ-ủy ban nhân dân của tỉnh Quảng Nam, ngày 10 tháng 01 năm 2008. Nơi đây Trân Cao Vân đã sống và làm việc khi bị thực dân Pháp truy quét.
- Nổi tiếng với khu du lịch Suối Mơ (thôn An Định) rất thu hút khách tham quan trong và ngoài tỉnh, đặc biệt là trong dịp lễ, tết..
- Cầu Hà Nha (thuộc thôn Vĩnh Phước) bắt qua sông Vu Gia, nối liền giữa xã Đại Đồng và Đại Hồng, với chiều dài 1.350m, hiện nay cây cầu này được xem là dài nhất huyện.
- Phần mộ nghệ sĩ nhân dân Trần Ngọc Tư (Tư Bửu) diễn viên đóng trong phim "Con chim vành khuyên" nằm gần chùa Cổ Lâm.